# 市杵嶋神社 (杉並區)
市杵嶋神社是东京都杉并区善福寺公园内的神社 。它由井草八幡宫 管理。

## 交通
- 可通过JR中央线西荻洼站、JR中央线、东京地铁丸之内线荻洼站、西武新宿线上石神井站巴士前往。
- 入场免费。但由于参道没有通往神社的桥，目前处于实际关闭状态。